# Type 87 (minobacač)
Type 87 (poznat i kao PP87) je kineski srednji minobacač kalibra 82 mm. Nastao je krajem 1980-ih kao nasljednik starijeg modela Type 67. Minobacač koristi HE, osvjetljujuće i dimne granate.

## Inačice
- Type 87: osnovni model kalibra 82 mm.
- W87: model kalibra 81 mm koji je namijenjen izvozu.

## Korisnici
- NR Kina: u službi kineske narodno-oslobodilačke armije na razini bojne.[1]
- Bangladeš: Type 87 je standardni 82 mm minobacač u bangladeškoj vojsci s ciljem da zamijeni starije 82 mm modele.[1] Osim vojske koristi ga i pogranična garda. Tijekom 2017. dostavljena je prva isporuka od 20 minobacača.[1]